# Neiva Regente
O Neiva Regente é um avião monomotor, monoplano, de asa alta e desenho convencional projetado para boa performance em baixa velocidade. Desenvolvido e fabricado pela Indústria Aeronáutica Neiva, foi empregado apenas pela Força Aérea Brasileira como avião de ligação, avião de carga e avião utilitário.
É uma aeronave com trem de pouso fixo e triciclo, bem adaptada para operar em pistas não preparadas.

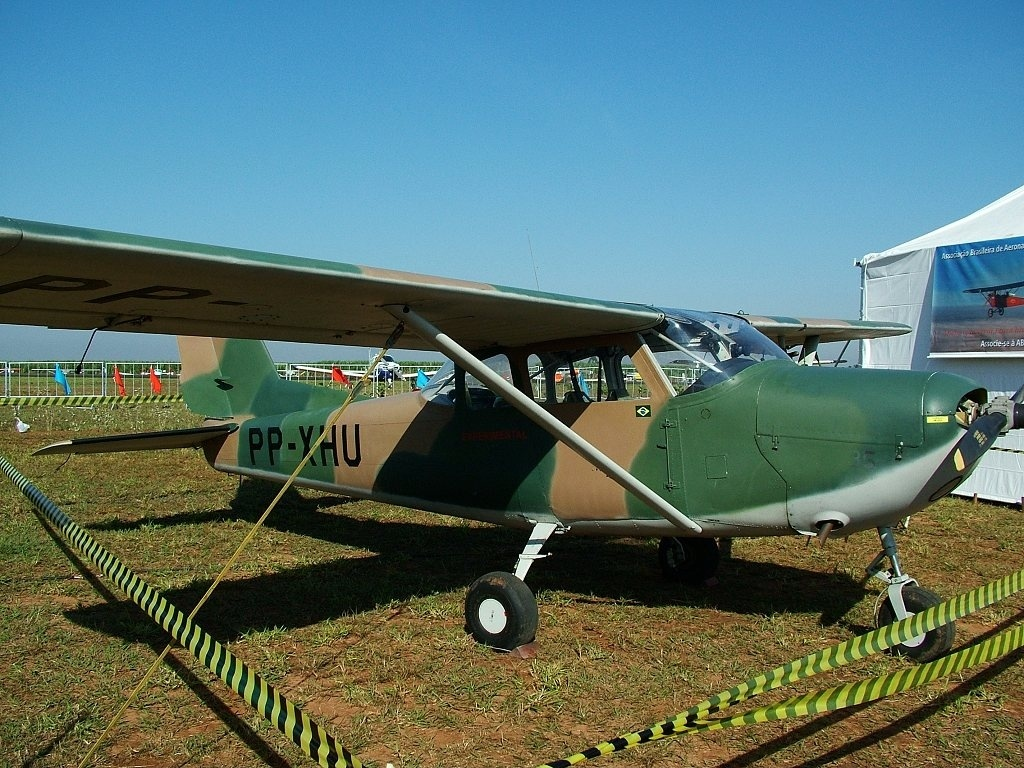
FAB L-42, versão de observação do Regente

Foram produzidas quarenta aeronaves em duas versões bem similares. Uma era destinada à função de ligação e observação, chamada de Regente ELO (Esquadrilha de Ligação e Observação), com fuselagem rebaixada na traseira para permitir uma maior visibilidade. Foi designada pela FAB como L-42 e retirada de operação em 2002.
A outra versão era a de carga ou utilitária (C-42 ou U-42), das quais 20 aeronaves ainda se encontram em operação.
Ambas as versões possuem quatro pontos duros sob as asas, para foguetes ou bombas.
O Neiva Regente e o Neiva Universal foram os primeiros aviões metálicos desenvolvidos no Brasil. Estes projetos e o Aerotec T-23 Uirapuru criaram normas e padrões para a iniciante indústria aeronáutica brasileira, organizando o setor e preparando o caminho para o surgimento da Embraer.